# Ranalisma rostrata
Ranalisma rostrata är en svaltingväxtart som beskrevs av Otto Stapf. Ranalisma rostrata ingår i släktet Ranalisma och familjen svaltingväxter. IUCN kategoriserar arten globalt som otillräckligt studerad. Inga underarter finns listade.